# Miguel Gallegos
Miguel Gallegos fue un médico cirujano y farmacéutico argentino que sirvió en el cuerpo de Sanidad Militar en la Guerra de la Triple Alianza.

## Biografía
Miguel Gallegos nació en la ciudad de Buenos Aires en 1834.
Estudió farmacia siendo practicante en el Hospital General de Hombres (Buenos Aires).
El censo de 1855 registra que trabajaba entonces como boticario en el Hospital General de Mujeres (Buenos Aires).
En 1861 fue incorporado al ejército del Estado de Buenos Aires como cirujano de campaña y sirvió en la batalla de Pavón.
Tras el estallido de la Guerra de la Triple Alianza se incorporó al cuerpo de Sanidad Militar tras la batalla de Yatay y la caída de Uruguayana, asistiendo a los combates posteriores en que se vieron involucradas tropas del Ejército Argentino y alcanzando el rango de Cirujano Principal del Ejército. En Asunción del Paraguay dirigió el prestigioso periódico La Voz del Pueblo.
Finalizado el conflicto fue fundador de la Asociación Protectora de Inválidos de la Guerra del Paraguay, que después se transformaría en el Hospital Rawson.
Falleció el 12 de junio de 1884.